# Condesa de la Châtre
Condesa de la Châtre es una pintura de 1789 de la artista francesa Marie-Louise-Élisabeth Vigée-Lebrun. Realizada en óleo sobre lienzo, la pintura se encuentra en la colección del Museo Metropolitano de Arte de Nueva York.

## Descripción
El retrato representa a la Condesa de la Châtre, Marie Charlotte Louise Perrette Aglaé Bontemps (1762-1848), hija de Louis Dominique Bontemps (1738-1766) primer ayuda de cámara del rey, y esposa del Conde de la Châtre y futura esposa de François Arnail de Jaucourt. Tenía predilección por usar vestidos de muselina blanca, tanto para fines diarios como para retratos.
La artista, Élisabeth Vigée Le Brun, fue una celebrada pintora francesa que pintó unos 600 retratos además de paisajes.
La obra está expuesta en la Galería 631 del Museo Metropolitano de Arte de Nueva York.